# Дисковый массив
Дисковый массив — категория внешних систем хранения, состоящих из нескольких жёстких дисков. Фактически к ней относились все виды систем хранения — DAS, SAN, NAS, а также разнообразные контентно-адресуемые системы, объектные системы хранения. Аналогия для твердотельных накопителей — флеш-массив; с распространением универсальных систем хранения, позволяющих использовать как флеш-, так и дисковые накопители, выделение категорий по типам накопителей утратило практическое значение, сохранив в большей степени исторический контекст.
Особенностью дисковых массивов, в отличие от флеш-систем, была необходимость работы в условиях большого времени отклика от дисков, в основном за счёт техник кеширования; в некоторых системах использовалась неравномерность скорости доступа к информации на различных дорожках в зависимости от их расположения на дисках.